# ロバート・ナイト (初代カーロウ伯爵)

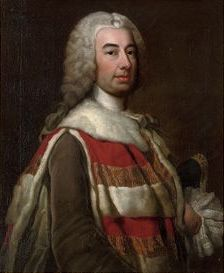
ジョージ・ナップトンによる肖像画、1748年/1749年。

初代カーロウ伯爵ロバート・ナイト（英語: Robert Knight, 1st Earl of Catherlough KB、1702年12月17日 – 1772年3月30日）は、グレートブリテン王国の政治家、アイルランド貴族。南海会社の創設者の1人ロバート・ナイトの息子であり、庶民院議員（在任：1734年 – 1754年、1762年 – 1768年、1770年 – 1772年）を務めた。

## 生涯
ロバート・ナイト（1675年11月30日 – 1744年11月8日、ロバート・ナイトの息子、南海会社の創設者の1人）と妻マーサ（Martha、旧姓ポウェル（Powell）、1681年洗礼 – 1718年、銀行家ジェレマイア・ポウェルの長女）の息子として、1702年12月17日に生まれた。妹にキャサリン（Catherine、1704年 – 1736年）とマーガレッタ（Margaretta、1713年 – 1739年）がいる。1719年6月22日、オックスフォード大学ウォダム・カレッジに入学した。同年にインナー・テンプルにも入学した。オックスフォード大学では学位を修得せず、法律家に向けての勉強も南海泡沫事件により父とともにフランスへの逃亡を余儀なくされて中断した。以降父が20年ほどフランスに滞在した一方、事件に関与していないナイトは本国とフランスを行き来した。
1729年までにロンドンのグローヴナー・ストリート（Grosvenor Street）に住居を構えるようになり、地方では1730年にウォリックシャーのアレンホール近くにあるバレルズ・ホールを親族レイリー・ナイト（Raleigh Knight）から購入した。1734年イギリス総選挙でグレート・グリムズビー選挙区から出馬して当選、1741年イギリス総選挙でも再選した。議会でははじめ野党派ホイッグ党に属したが、後に与党に転じ、1739年にスペインとのパルド協定に賛成票を投じた。
1742年に首相ロバート・ウォルポールが辞任すると、父がすでに20万ポンド以上の財産を没収されたため、十分な刑罰になっていると主張して、父への恩赦を勝ち取った。父は1743年5月に帰国したが、1744年11月8日に死去、ナイトがラクスバラ（Luxborough）での領地を継承した。その後も1745年ジャコバイト蜂起の鎮圧にヘッセン傭兵を送ることに賛成するなど政府を支持して、1745年8月8日にアイルランド貴族であるシャノンのラクスバラ男爵に叙された。
1747年イギリス総選挙で第2代オーフォード伯爵ロバート・ウォルポールの支持を得てキャッスル・ライジング選挙区で当選した。1754年イギリス総選挙ではグレート・グリムズビーで立候補したが、候補者が3人いたため選挙戦になり、首相初代ニューカッスル公爵トマス・ペラム＝ホリスは候補者のうちラクスバラ男爵が最弱であると推測し、ラクスバラは実際に投票までに立候補を諦めた。1761年イギリス総選挙では息子ヘンリーを支持してグレート・グリムズビーで当選させ、自身もグリムズビーの市裁判所判事に選出された。そして、1762年8月にヘンリーが死去すると、ラクスバラ男爵は自ら立候補して当選した。
2度目の議員期ではビュート伯爵内閣（1762年 – 1763年）とグレンヴィル内閣（1763年 – 1765年）を支持、ジョージ・グレンヴィルの首相就任直後の1763年5月14日にアイルランド貴族であるカーロウ伯爵とカーロウ県におけるバレルズ子爵に叙された。第1次ロッキンガム侯爵内閣（1765年 – 1766年）に対しては野党の立場にあり、1766年2月に印紙法廃止に反対票を投じた。1768年イギリス総選挙では再選に失敗し、以降カーロウ伯爵のグレート・グリムズビーにおける勢力は消滅した。
1770年5月18日にバス勲章を授与されたが、その代償として1770年5月にミルボーン・ポート選挙区で立候補し、3,000ポンドを費やして（5,000ポンドとも）当選した上で政府を支持しなければならなかった。そのため、1770年のフォークランド危機をめぐるスペインとの協定では賛成票を投じた。
1772年3月30日に死去、はじめはバレルズ・パークの納骨所に埋葬されたが、1830年に強盗に入られたため、ウォリックシャーのアレンホールに改葬された。嫡出の息子に先立たれたため、爵位はすべて廃絶、遺産は庶子のうちの長男ロバートが継承した。

## 家族

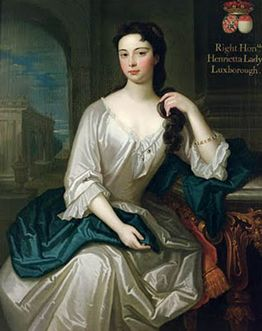
妻ヘンリエッタの肖像画、マリア・フェレルスト（Maria Verelst）画。

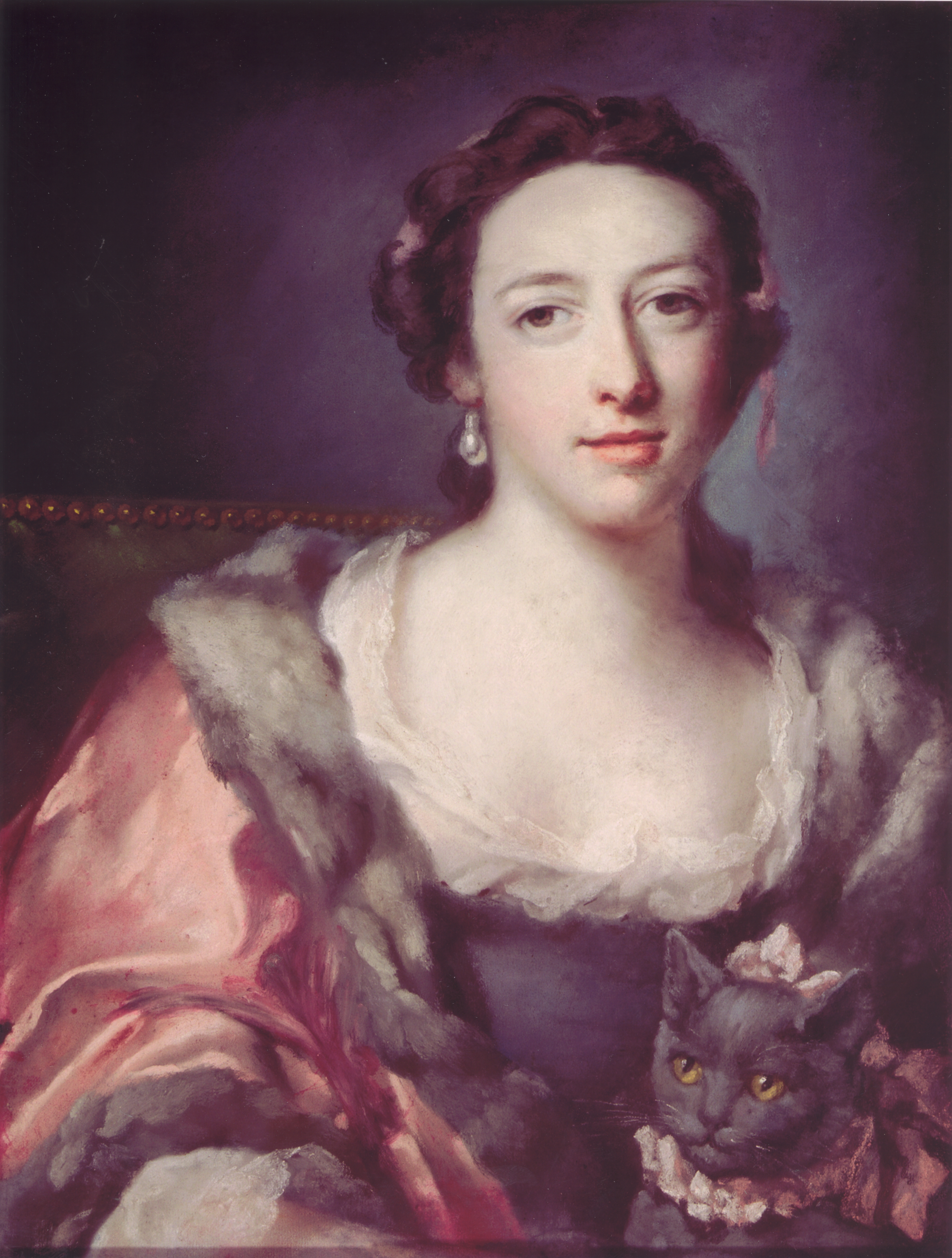
娘ヘンリエッタの肖像画、フランシス・コーツ画。

1727年6月10日、ヘンリエッタ・シンジョン（1699年7月15日 – 1756年3月26日、初代シンジョン子爵ヘンリー・シンジョンの娘）と結婚、1男1女をもうけた。
- ヘンリー（1728年12月25日 – 1762年8月15日） - 庶民院議員。1750年6月21日、フランシス・ヒース（Frances Heath、1782年没、トマス・ヒースの娘）と結婚、子供なし[3][11]
- ヘンリエッタ（1763年没） - 1748年にCharles Wymondesoldと結婚したが、ジョサイア・チャイルド閣下（Hon. Josiah Child、1760年没、初代ティルニー伯爵リチャード・チャイルド（英語版）の息子）と不倫関係になり、1754年1月にはチャイルドとの間で息子をもうけた[5]。そのため、ヘンリエッタは離婚して1754年5月にチャイルドと結婚したが、Wymondesoldがヘンリエッタを不倫で訴えて多額の慰謝料を勝ち取ったため、2人は外国に住むことを余儀なくされた[5]

妻ヘンリエッタの不倫（相手は医者チャールズ・ピーターズ（Charles Peters）か詩人ジョン・ダルトン、もしくはその両方とされる）により、2人はヘンリエッタがバレルズに住むことを条件に1736年に別居した。ナイト自身もグローヴナー・ストリートでの住居から退去して、息子ヘンリーをチェルシーの学校に送り、娘ヘンリエッタをシンジョン子爵のもとに送った。
1756年6月18日、メアリー・ル・ケーヌ（Mary Le Quesne、1795年没、ロンドンの長老議員サー・ジョン・ル・ケーヌ（1741年没）の未亡人、おそらくレイリー・ナイトの娘）と再婚したが、2人の間に子供はなく、1765年ごろには別居した。別居と同じ頃にジェーン・デイヴィス（Jane Davies）と住むようになり、2男2女をもうけた。
- ロバート（英語版）（1768年3月3日 – 1855年1月5日） - 庶民院議員。1791年6月12日、フランシス・ドーマー（Frances Dormer、第8代ドーマー男爵チャールズ・ドーマーの娘）と結婚、子供あり[12]
- ヘンリー・レイリー（Henry Raleigh[5]）
- ジェーン - 1791年2月22日、庶民院議員ベンジャミン・ボンド＝ホプキンス（1745年? – 1794年1月30日）と結婚、子供なし[13]